# Harbor Club Condominiums
Harbor Club Condominium est un ensemble de gratte-ciel de logements (residential condominium) de 129 mètres de hauteur construit à San Diego en Californie aux États-Unis en 1992.
L'ensemble est composé de deux immeubles;
- Harbor club East
- Harbor club West

En 2024 ils font partie des 10 plus hauts gratte-ciel de San Diego.
L'architecte est l'agence Brian Paul & Associates